# آرچیبالد کمبل، بارونت اول
آرچیبالد کمبل، بارونت اول (انگلیسی: Sir Archibald Campbell, 1st Baronet; ۱۲ مارس ۱۷۶۹ – ۶ اکتبر ۱۸۴۳) پرسنل نظامی اهل پادشاهی متحد بریتانیای کبیر و ایرلند بود. وی همچنین برندهٔ جوایزی همچون نشان حمام و شوالیه (عنوان) شده‌است.